# 望郷戦士
『望郷戦士』（ティアフルソルジャー）は、原作：工藤かずや、作画：北崎拓による日本の漫画。

## 概要
週刊少年漫画雑誌『週刊少年サンデー』（小学館）に1988年38号から1989年51号まで連載された。単行本は小学館：少年サンデーコミックスより全7巻。
第3次世界大戦後の世界にタイムスリップした中学生たちが、荒廃した未来の日本で生きるために武器を手に取って戦うアクション作品。連載開始時の1988年から13年後の「近未来」が舞台だが、SF的な要素はほとんどなく、現用の軍用銃を使って戦うことに特徴がある。また、大戦で文明は荒廃しているものの『北斗の拳』のように砂漠化はしておらず、森や草地の描写が多い。

## あらすじ
1988年の夏休み、中学生2年生の倉田迅らは東京から長野県へと宝探しの旅へと出掛ける。しかしその最中に核戦争が勃発し、洞窟を探検していた迅らは生き埋めになってしまう。石を掘り出して自力で脱出した彼らが目にしたのは、戦争で荒れ果てた13年後の世界だった。迅らは身を守るために武器を手に取り、野武士化した軍隊が割拠する中、郷里の東京を目指して歩き始める。

## 登場人物

### 主人公グループ
倉田 迅
東京都小金井市出身の中学2年生。平凡な少年だったが、戦闘の中で戦士として覚醒していく。また、持ち前の正義感の強さから、リーダーとしてグループが道を踏み外さないように指揮する。初期の武器はミニミ、中盤はSA80、後半はベレッタM93Rと武器を持ち替えている。
ラン
戦乱で家族とはぐれて兵士に育てられた少女。タイムスリップ前に浄源寺で出会った姉妹の妹の方。身を寄せていたゲリラが壊滅し、迅と共に東京への旅に同行する。15～16歳と思われるが、本来はきよしよりも年下。姉譲りの美貌(迅は「同じ顔」と表現)。姉の顔をかすかに覚えており、作戦に向かう前に遺体を埋葬する。迅に「13年もどこで何をしていたのか」と尋ねた事により、一行は洞窟の中で13年も経っていたという事実を突きつけられる。
学校教育を受けていないため、文盲。自分の名前も発音しか覚えていなかったが、旅の途中立ち寄った廃校舎で迅から「蘭」という字を当てられる。しかし戦闘に対する嗅覚や武器の扱いに優れ、グループの戦闘面でのリーダーと言える。武器はAK-74。
哲雄
迅のクラスメイトで不良少年。中学校ではカツアゲや先生の車を乗り回すなどの非行をしていたが、根は孤独な少年である。しかしタイムスリップ後はグループで自分が役に立つことに自信をつけ、仲間思いの熱血漢として活躍する。ランに次ぐプラグマティストでもある。武器はスパス12。
小野 俊介
迅のクラスメイトで学級委員長。倫理の通用しない13年後の世界に衝撃を受け、またグループで最初に人を殺したこともあり、精神に異常を来す。が、望郷を胸に立ち直る。ロシア語を読解し、病気や薬草を判別できる程の博学は、グループの後方支援に役立った。武器はM203付のM16。
五十嵐 淳
迅のクラスメイト。グルメマニアの大食漢で、運動能力は低くあまり戦闘には貢献していない。しかし食料の調達と調理に才能を発揮し、グループの食事を担当する。また、憎めないコミカルなキャラクターはムードメーカーとして愛された。銃はほとんど扱わないが、RPG-7を携帯する。
倉田きよし
迅の弟。9歳ながら利発でディープな軍事マニアで、拳銃から戦車、航空機までのあらゆる武器の操作に精通する才人。迅と同じく正義感が強く、そのために単独で行動することもしばしば。戦闘には原則として参加しないが、ベレッタM92Fを携帯している。
売店の少女
一行が訪れた「浄源寺」のみやげもの屋の売り子。一行と共に洞窟に閉じ込められタイムスリップ。閉じ込められている最中は家に置き去りにしてきた妹(実はラン)の事を常に気に掛けていた。脱出後、周囲のあまりの変わり様に気が動転し、妹を探しに駆け出した所を敵方のヘリ(ハインド)に射撃され即死。

### 武装勢力・軍人
フォグ族族長
武装勢力の首領。核戦争による混乱で孤立化した米軍の小隊が野武士化したと思われるフォグ族を率いて、松代近辺の高原を勢力範囲とする。フォグ族は規模こそ小さいが、ナイトゴーグルと神出鬼没の動きで他の武装勢力から恐れられている。
“ヒトラー”
武装勢力の首領。元は売れない芸術家だったが、戦乱で全てを失って絶望していたところに「我が闘争」と出会い感化される。自らの容貌をヒトラー風にし、ナチスを模倣した軍事組織を編成して、長野の一角を支配している。74式戦車を数輌擁する戦力を背景に、外部から来た人間を奴隷化して支配下の街を発達させ、人々の生活を向上させることで支持を集めてきた。武器はワルサーP38。
サブ
“ヒトラー”の部下。“ヒトラー”に心酔しており、身を挺して手榴弾の楯となるほどの忠臣。人間を選民と奴隷に区別するヒトラーの政策を、容赦なく遂行する。迫害に際して見せる人間の情愛に泣いて感動するが、それでも迫害を実施する。武器はワルサーP38と長ドス。
廃工場のスナイパー
工場を守るスナイパー。工場の警護を命じられた部隊の最後の1人。13年前の命令を1人になっても墨守し続けている。武器はボルトアクションライフル。
エリノア・ベンダー
武装勢力の首領。筋肉質の大女。数多くの兵員や装甲車を擁し、キャンディを奪い合う。実は「ローレライ」艦長の娘である。武器はUSAS12。
サソリ
エリノアの部下。弁髪で中国服の男。戦闘では特に役に立たず、失言をしてよく殴られていたが、最期までエリノアに付き従う忠臣だった。
ドクトル
ガスマスクの武装勢力の首領の1人。医者。三首領の中で唯一出自が明かされない。「ローレライ」を手に入れ世界を支配することに野望を燃やす。武器はワルサーPPデラックス。
ビッグ・ガン
ガスマスクの武装勢力の首領の1人。騎士の称号を持つ元イギリス軍人で、フォークランドやアイルランドでの従軍経験がある。武器はバレットM82。
ブーリバ
ガスマスクの武装勢力の首領の1人。おそらく元ソ連中央政府関係者で、モスクワ大学で教鞭を執っていたこともあるインテリ。打撃武器や刀剣を愛好する。
「ローレライ」艦長
戦略原潜「ローレライ」の艦長で、エリノアの父。大戦前に出航して以来帰還命令がなく、海中での長すぎる任務に堪えられずピストル自殺し、艦長室で白骨化して見つかる。
山猫
若者ばかりの武装勢力の首領。戦火を生き延びたLSI工場を占拠して、LSIチップを外国船に売りさばこうと目論む。
近藤 剛
迅の元クラスメイトで、自衛軍の部隊長。28歳になっていた。東京を囲む壁の警備と周辺の治安維持を任務とする。13年前のままの迅らと奇跡的な再会を遂げ、喜びはするものの、政府から下された密命によって東京への人の出入りを禁ずる立場にあり、それゆえに壁の突破を図る迅らと戦う羽目になる。武器はSIG/SAUER P220。

### その他の人々
キャンディ
身よりのない幼女。アメリカの戦略原潜「ローレライ」設計者の娘。「ローレライ」を制御するパスワードを知っているため、多くの武装勢力が彼女を巡って殺し合った。武装勢力からは大切にされてきたらしく、口がおごっており、迅らの用意した粗末な食事を拒絶した。
キッズ
超能力を持つ少年。核戦争とその後の過酷な環境のために生まれたと考えられている。遠方の兵器や人間の移動や損傷を察知することが出来、「ローレライ」の浮上時刻と場所を予言した。
町長
伊東市近辺の海辺の町を治める町長。町を守るためによそ者の排斥に努める。戦い馴れしておらず、非情に徹しきれない。武器はM14。
熊谷（くまがや）
東京近くの集落に住む農民。東京を囲む壁を突破して妻子と再会するべく、武装蜂起を目論む。戦前は成城学園に住んで大手町まで通っていた。かつてはエリートだった可能性がある。武器は64式小銃。